# Thiên cầu

Hình động mô phỏng Trái Đất đang xoay quanh trục với thiên cầu tưởng tượng bao quanh (đường kính thiên cầu là không cố định và có độ lớn tùy biến)

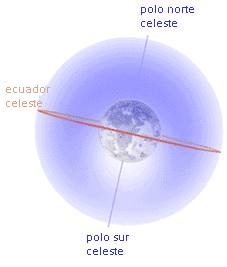
Thiên cầu được chia bởi thiên xích đạo, phía trên là thiên cực Bắc, phía dưới là thiên cực Nam.

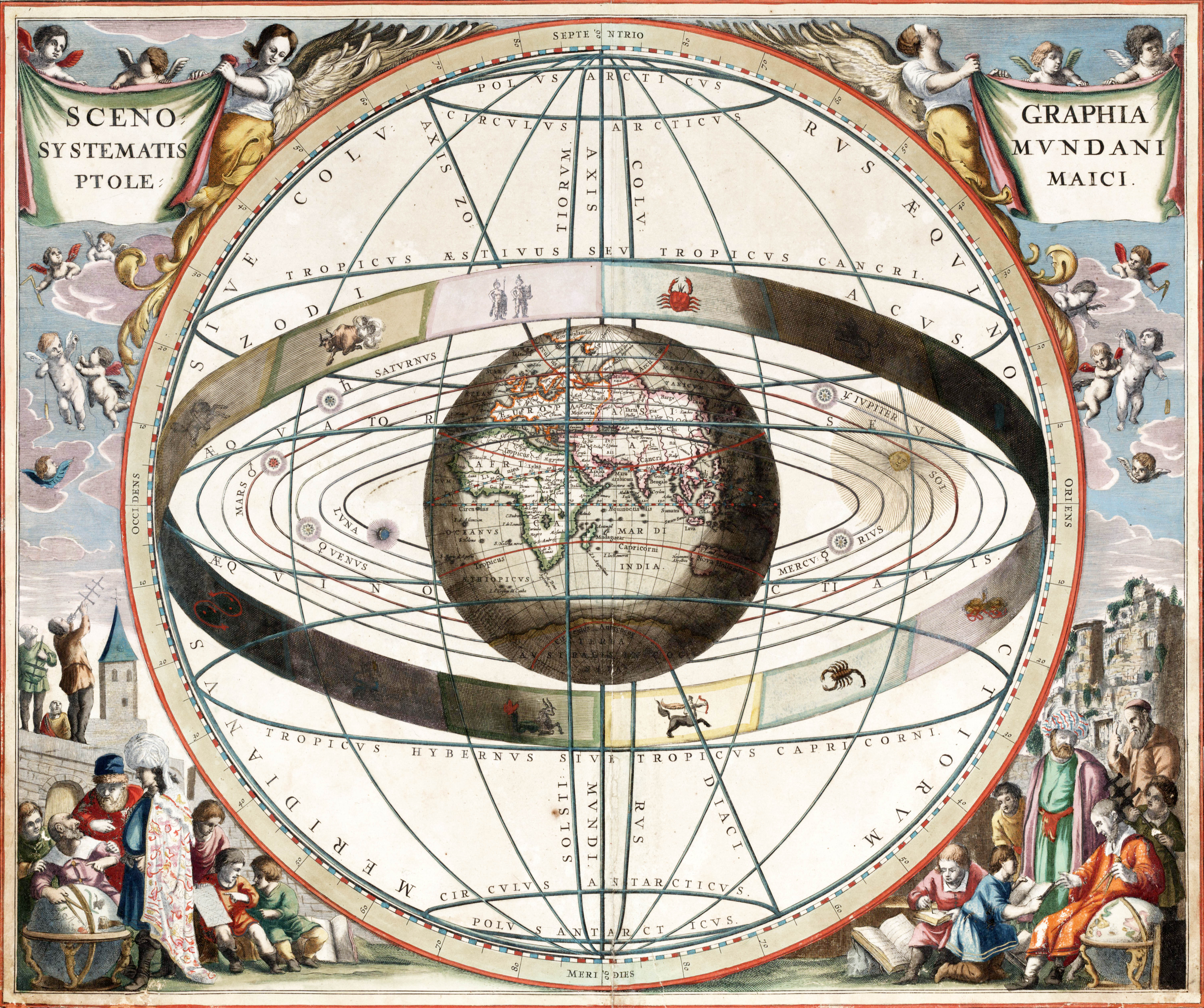
Biểu đồ thế kỷ 16 cho thấy các dấu hiệu của hoàng đạo và hệ mặt trời với thế giới (quả địa cầu) ở trung tâm phía trong.

Trong thiên văn học và ngành hàng hải, thiên cầu là một hình cầu tự quay tưởng tượng với bán kính rất lớn, đồng tâm với Trái Đất. Tất cả các thiên thể trên bầu trời quan sát từ Trái Đất có thể được coi là nằm trên bề mặt của hình cầu này. Hình chiếu của xích đạo và các cực địa lý của Trái Đất lên thiên cầu là gọi là xích đạo thiên cầu (xích đạo trời) và các thiên cực.

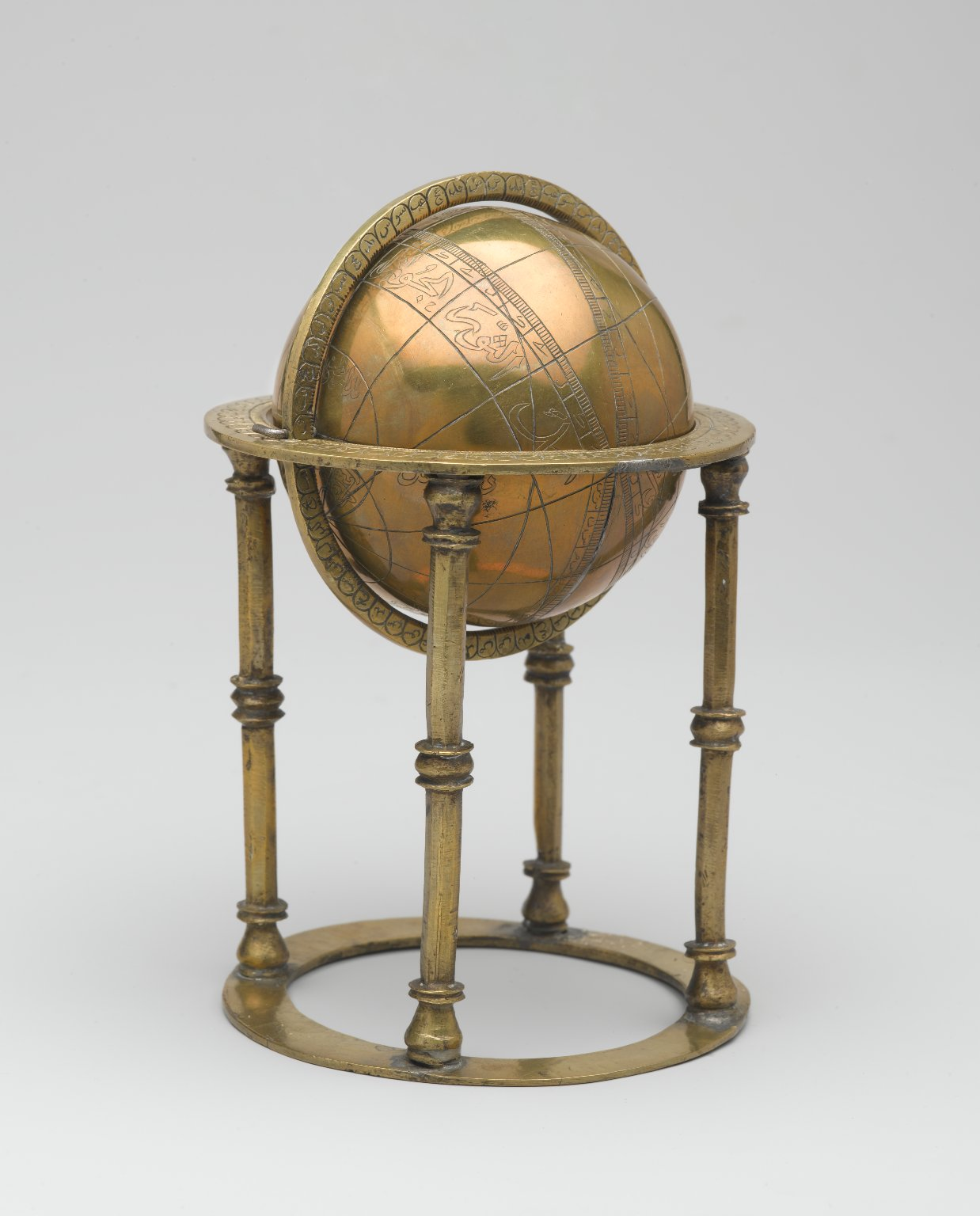
Một quả thiên cầu thế kỷ 18

Nhiều xã hội cổ đại tin rằng các ngôi sao là cách xa Trái Đất như nhau và thiên cầu là mô hình thực tế của vũ trụ. Mô hình này là sự trừu tượng hóa hữu ích nhưng không chính xác. Mọi thứ người ta nhìn thấy trên bầu trời là rất xa đến mức các khoảng cách của chúng không thể đánh giá chỉ bằng cách nhìn vào chúng. Do khoảng cách tới chúng là không rõ, người ta cần biết hướng về phía thiên thể để định vị chúng trên bầu trời. Theo nghĩa này, mô hình thiên cầu là một công cụ rất thực tế cho thiên văn học phương vị.

## Trục vũ trụ
Do Trái Đất tự quay xung quanh trục của nó nên các thiên thể trên thiên cầu sẽ dường như tự quay xung quanh các cực bầu trời với chu kỳ 24 giờ; đây là chuyển động hàng ngày. Ví dụ, Mặt Trời sẽ dường như mọc ở hướng đông và lặn ở hướng tây, cũng giống như các ngôi sao, các hành tinh và Mặt Trăng. Cứ mỗi đêm kế tiếp, một ngôi sao đã cho nào đó sẽ mọc khoảng 4 phút sớm hơn so với thời điểm mọc của nó trong đêm hôm trước. Thêm vào cùng với chuyển động hàng ngày là chuyển động thực của các thiên thể do chúng cũng thay đổi vị trí tương đối của mình so với Trái Đất. Ví dụ, trong hành trình cả một năm của mình, tương đối so với các ngôi sao, Mặt Trời sẽ đi theo một vòng tròn lớn (còn gọi là hoàng đạo).
Trục vũ trụ khi đó là đường thẳng tưởng tượng đi qua các cực bầu trời này, là đường mà các thiên thể trên thiên cầu xoay quanh nó. Trục vũ trụ chỉ có tính biểu kiến, nghĩa là do cảm giác quan sát chủ quan của con người trên Trái Đất hình dung nên. Trục này song song với trục quay của Trái Đất và nghiêng với mặt phẳng nằm ngang tại nơi quan sát một góc bằng vĩ độ địa lý nơi ấy.
Thiên cầu được chia đôi bằng cách chiếu xích đạo vào trong không gian. Điều này chia thiên cầu thành Bắc thiên cầu và Nam thiên cầu. Tương tự, người ta cũng có thể xác định chí tuyến Bắc bầu trời, chí tuyến Nam bầu trời, thiên cực Bắc và thiên cực Nam.
Do Trái Đất tự quay từ tây sang đông, thiên cầu sẽ tự quay (biểu kiến) từ đông sang tây. Nếu một ngôi sao nào đó đủ gần với cực bầu trời phía trên đường chân trời thì ngôi sao này cũng sẽ luôn luôn nằm trên đường chân trời và quay vòng quanh cực; các ngôi sao như thế gọi là sao quanh cực.
Các hướng về phía các thiên thể khác nhau trên bầu trời có thể định lượng bằng cách tạo ra hệ tọa độ bầu trời.